# Filtreerpapier

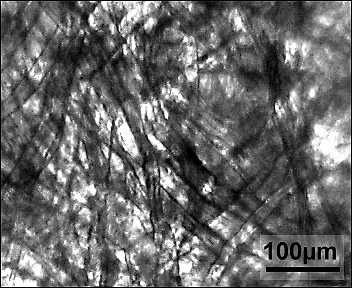
Microfoto van een koffiefilter. De cellulosevezels zijn duidelijk zichtbaar. De poriëngrootte van het ongelijmde papier is ongeveer 5 micrometer.

Filtreerpapier is semipermeabel papier, dat gebruikt wordt bij filtratie in de chemie en in het dagelijkse leven bij bijvoorbeeld het zetten van koffie, het koffiefilter.
Het filtreerpapier is te verkrijgen met verschillende eigenschappen. De keuze is afhankelijk van de gewenste papiersterkte, te filtreren deeltjesgrootte, efficiëntie en doorlaatsnelheid. Daarnaast mag het filtreerpapier niet aangetast worden bij de filtratie. Als na filtratie het filter met de vaste stoffen verbrand moet worden voor het bepalen van het asgehalte dan mag het filter geen as nalaten, zoals bij de gravimetrische analyse.
In de chemie wordt het filtreerpapier geplaatst in een glazen of plastic trechter of Büchnerfilter.